# Association des juristes de l'État
 (août 2011).
L'Association des juristes de l'État (AJE) est le plus important syndicat de juristes (avocats et notaires) du Québec par son nombre d'adhérents (plus de 1 150 membres répartis dans l'ensemble des ministères et organismes du gouvernement du Québec et dans certains organismes hors fonction publique. Plus de 65 % de ses membres sont des femmes.
L'Association des juristes de l'État représente six unités de négociation dont les conditions de travail sont distinctes :
1. Fonction publique (909 membres)
2. Revenu Québec (177 membres)
3. Autorité des marchés financiers (51 membres)
4. Régie de l'énergie du Québec (7 membres)
5. Investissement Québec (12 membres)
6. Protecteur du citoyen (1 membre)

## Gouvernance
L’AJE est gouvernée par un conseil d’administration formé de sept membres dont le président, le vice-président, le secrétaire et le trésorier ainsi que trois membres issus d’un conseil des représentants. Le conseil des représentants est composé d'une cinquantaine de représentants syndicaux dans autant de sections de travail, chaque section étant composée de 10 à 30 juristes. Le représentant favorise la communication entre les instances de l’AJE et les membres de sa section. Il vérifie l’application de la convention collective au sein de sa section de travail. 

## Chronologie
- 4 juin 1965 : entrée en vigueur de la Loi sur le ministère de la Justice[2]
- 29 septembre 1965 :  constitution du Syndicat professionnel des avocats de la fonction publique (SPAFP)[3]
- 15 janvier 1966 : constitution du Syndicat professionnel des notaires de la fonction publique (SPNFP)
- 13 octobre 1966 : premier règlement négocié des conditions de travail pour le SPAFP et le SPNFP
- 7 décembre 1967 : fusion du  SPAFP et du SPNFP pour former le Syndicat des avocats et notaires de la fonction publique (SANFP)
- 8 décembre 1987 : adoption de la Directive concernant les conditions de travail des avocats et notaires[4]
- 1991 : le SANFP devient l’Association des juristes de l’État (AJE)
- 10 janvier 1996 : accréditation de l’Association des juristes de l’État pour représenter tous les avocats et tous les notaires de la fonction publique[5]
- 2 juin 1997 : exclusion de la fonction publique des juristes de l’État à l’emploi de la Régie du gaz naturel au sein de la Régie de l’Énergie[6]
- 21 août 1998 : exclusion de la fonction publique des juristes de l’État à l’emploi de la Société des développements industriels du Québec au sein d’Investissement Québec[7]
- 30 mars 2000 : signature de la première convention collective des juristes de l’État de la fonction publique
- 11 décembre 2002 : exclusion de la fonction publique de juristes de l’État à l’emploi de la Commission des valeurs mobilières au sein de la nouvelle Agence nationale d’encadrement du secteur financier[8] devenu ensuite l’Autorité des marchés financiers[9]
- 27 juin 2005 : Entente de prolongation de convention collective intervenue en 2000 entre le Gouvernement du Québec et l’AJE
16 décembre 2005 : la Loi concernant les conditions de travail dans le secteur public[10] prolonge les conventions collectives du secteur public jusqu’au 31 mars 2010
- 22 février 2011 : la Loi assurant la continuité de la prestation des services juridiques au sein du gouvernement et de certains organismes publics[11] prolonge jusqu’au 31 mars 2015 les conditions de travail des juristes de l’État et des procureurs aux poursuites criminelles et pénales
- 1er avril 2011 : exclusion de la fonction publique des juristes de l’État à l’emploi du ministère du Revenu au sein de l’Agence du revenu du Québec[12]
- 1er juillet 2011 : les juristes de l’Agence de l’efficacité énergétique deviennent des employés du ministère de la Justice[13]
- 7 juillet 2011 : l’AJE convient d’une entente de principe sur les conditions de travail pour la période du 1er avril 2010 au 31 mars 2015
- 14 juillet 2011 : les membres de l’AJE entérinent l’entente de principe dans une proportion de 94 %[14],[15].

## Prix des juristes de l'État
À  l'occasion de la tenue de la Conférence des juristes de l'État, l'Association des juristes de l'État attribue un prix pour un texte primé par un jury portant sur un sujet de droit public ou sur un point de droit privé intéressant l'administration publique.

## Dirigeants
| Années     | Président                |
| ---------- | ------------------------ |
| 1965-1967  | Honorable Robert Auclair |
| 1967       | Honorable Guy Tremblay   |
| 1967-1969  | Honorable Jean Alarie    |
| 1969-1970  | Me André Laverdière      |
| 1970-1971  | Me Hubert Gaudry         |
| 1971-1975  | Me André St-Jean         |
| 1975       | Me Jean-Pierre Bussières |
| 1975-1977  | Me Léo Bilodeau          |
| 1977       | Me Anne-Marie Bilodeau   |
| 1977-1978  | Me Denis Coulombe        |
| 1978-1979  | Me Gaétan Côté           |
| 1979-1980  | Me Pierre Légaré         |
| 1980-1982  | Me Jean Martel           |
| 1982-1984  | Me Jean-Claude Paquet    |
| 1984-1985  | Me Julienne Pelletier    |
| 1985-1987  | Me Bertrand Roy          |
| 1987       | Honorable Louis Rochette |
| 1987-1988  | Me François Bélanger     |
| 1988-1990  | Me Pierre Bilodeau       |
| 1990-1991  | Me Isabelle Demers       |
| 1991-1994  | Me Marc Bergeron         |
| 1994-1997  | Me Luc Marchildon        |
| 1997-2000  | Me Louis Robillard       |
| 2000-2003  | Me Graham Hay            |
| 2003- 2011 | Me Marc Lajoie           |
| 2011-...   | Me Sébastien Rochette    |

### Autres associations canadiennes de juristes de l'État
- Alberta Government Civil Lawyers Association (Alberta)
- Association des avocats et avocates de la Couronne du Nouveau-Brunswick (Nouveau-Brunswick)
- Association canadienne des juristes de l'État (Canada) [17]
- Association des juristes de Justice (Canada)[18]
- Association of Law Officers of the Crown (Ontario)[19]
- LSB Lawyers Association (Colombie-Britannique)[20]
- Manitoba Association of Crown Attorneys (Manitoba)[21]
- Saskatchewan Crown Counsel Association (Saskatchewan)